# Ostrov stability

Znázornění ostrova stability – na vodorovné ose je vynesen počet neutronů, na svislé počet protonů; tmavší barvy označují stabilnější izotopy, ostrov stability je zakroužkován bíle

Trojrozměrné ztvárnění ostrova stability

Ostrov stability je v jaderné fyzice předpověď skupiny těžkých izotopů s počtem nukleonů blízkým magickým číslům, která dočasně zvrátí trend klesající stability chemických prvků těžších než uran. Předpovědi umístění ostrova stability se poněkud liší, například vědci z institutu Maxe Plancka v Heidelbergu očekávají, že se ostrov stability nachází v blízkosti izotopu Unbinilium-300. Odhady poločasu přeměny prvků v ostrově stability jsou obvykle minuty či dny, některé optimistické odhady však uvádějí až miliony let.
Ačkoli teorie existuje již od 60. let, existence takovýchto supertěžkých relativně stabilních izotopů dosud nebyla prokázána. Podobně jako další supertěžké izotopy se ani ty, které by se měly nacházet v ostrově stability nevyskytují v přírodě a proto musí být vytvářeny uměle při jaderných reakcích. Žádná takováto reakce však zatím nebyla úspěšná.
S grafem izotopů protonů a neutronů s třetím rozměrem výšky představujícím vazebnou energii se může region stability zobrazit jako údolí spíše než jako ostrov.

## Teorie a původ
Možnost existence ostrova stability poprvé navrhl Glenn Seaborg na konci 60. let. Hypotéza vychází z jaderného slupkového modelu, což znamená, že atomové jádro je postaveno ve slupkách, podobné struktury jako mnohem větší elektronový obal. V obou případech jsou slupky jen skupiny kvantových energetických hladin, které jsou relativně blízko u sebe. Energetické hladiny kvantových stavů ve dvou různých slupkách jsou odděleny relativně velkou energetickou mezerou. Takže když počet neutronů a protonů zcela vyplňuje energetické hladiny dané slupky v jádře, vazební energie na nukleon dosáhne lokálního maxima a tím bude mít konkrétní konfigurace delší poločas přeměny než sousední izotopy, které nemají zcela zaplněné slupky.
Zaplněné slupky mají „magická čísla“ protonů a neutronů. Jedním z možných magických čísel neutronů pro sférické jádro je 184. A některé možná čísla pro protony jsou 114, 120 a 126. To by znamenalo, že nejstabilnější budou izotopy flerovium-298, unbinilium-304 a unbihexium-310. Za zmínku stojí izotop flerovium-298, který je dvojnásobně „magický“. Jak jeho protonové číslo 114, tak neutronové číslo 184, jsou považována za magická čísla, tedy tento izotop bude mít s velkou pravděpodobností velmi dlouhý poločas přeměny. Pro zajímavost, nejbližší lehčí dvojnásobně magický izotop je olovo-208, nejtěžší známý stabilní izotop a nejstálejší těžký kov.
Nedávný výzkum ukazuje, že jsou velká atomová jádra deformovaná, což způsobuje posun magických čísel. Hassium-270 by mohlo být dvojnásobně magické deformované jádro s magickými čísly 108 a 162, jeho poločas přeměny je 3,6 sekundy.
Některé izotopy byly vyrobeny s dostatečným počtem protonů na umístění v ostrově stability, ale nedostatečným počtem neutronů, takže by se měly nacházet na „březích“ ostrova. Je možné, že tyto prvky mají neobvyklé chemické vlastnosti a pokud mají izotopy s delšími poločasy přeměny, mohly by posloužit pro některé praktické aplikace jako urychlovače částic nebo neutronové zdroje. Zejména malá kritická množství transplutonických prvků (pravděpodobně gramy)by mohly v případě nalezení dalších stabilních izotopů posloužit k výrobě malých a kompaktních atomových bomb. A to buď přímo a nebo tím, že pomohou zažehnout jaderné štěpení nebo fúzi. Tato možnost motivovala výzkum a pokusy ze strany USA (operace Plowshare) a Sovětského svazu zaměřené na výrobu těchto prvků.

## Poločasy přeměny těžkých prvků
Všechny známé prvky s atomovým číslem nad 82 (olovo) jsou nestabilní a stabilita (poločas přeměny nejstabilnějšího izotopu) se obecně snižuje s rostoucím atomovým číslem. Například uran s atomovým číslem 92 je poměrně stabilní, zatímco těžší prvky s atomový číslem nad 100 mají obvykle poločasy přeměny v řádu minut a kratší.
Nejstabilnější izotopy těžkých prvků i s poločasem přeměny jsou uvedeny v následující tabulce.
| Atomové číslo | Jméno         | Nejstabilnější izotop | Poločas přeměny |
| ------------- | ------------- | --------------------- | --------------- |
| 83            | Bismut        | 209Bi                 | 2 × 1019 let    |
| 84            | Polonium      | 209Po                 | 130 let         |
| 85            | Astat         | 210At                 | 8 hodin         |
| 86            | Radon         | 222Rn                 | 3,824 dne       |
| 87            | Francium      | 223Fr                 | 22,0 minut      |
| 88            | Radium        | 226Ra                 | 1600 let        |
| 89            | Aktinium      | 227Ac                 | 21,77 let       |
| 90            | Thorium       | 232Th                 | 1,41 × 1010 let |
| 91            | Protaktinium  | 231Pa                 | 32 800 let      |
| 92            | Uran          | 238U                  | 4,47 × 109 let  |
| 93            | Neptunium     | 237Np                 | 2,14 × 106 let  |
| 94            | Plutonium     | 244Pu                 | 8,0 × 107 let   |
| 95            | Americium     | 243Am                 | 7400 let        |
| 96            | Curium        | 247Cm                 | 1,6 × 107 let   |
| 97            | Berkelium     | 247Bk                 | 1000 let        |
| 98            | Kalifornium   | 251Cf                 | 900 let         |
| 99            | Einsteinium   | 252Es                 | 470 dnů         |
| 100           | Fermium       | 257Fm                 | 100,5 dne       |
| 101           | Mendelevium   | 258Md                 | 51,5 dne        |
| 102           | Nobelium      | 259No                 | 58 minut        |
| 103           | Lawrencium    | 266Lr                 | ~11 hodin       |
| 104           | Rutherfordium | 267Rf                 | ~1,3 hodiny     |
| 105           | Dubnium       | 268Db                 | 1,3 dne         |
| 106           | Seaborgium    | 269Sg                 | ~3,1 minut      |
| 107           | Bohrium       | 270Bh                 | 3,8 minut       |
| 108           | Hassium       | 277mHs                | ~130 sekund     |
| 109           | Meitnerium    | 278Mt                 | 76 sekund       |
| 110           | Darmstadtium  | 281mDs                | ~3,7 minut      |
| 111           | Roentgenium   | 282Rg                 | 2,1 minut       |
| 112           | Kopernicium   | 285mCn                | ~8,9 minut      |
| 113           | Nihonium      | 286Nh                 | 19,6 sekund     |
| 114           | Flerovium     | 289mFl                | ~1,1 minut      |
| 115           | Moscovium     | 289Mc                 | 220 milisekund  |
| 116           | Livermorium   | 293Lv                 | 61 milisekund   |
| 117           | Tennessin     | 294Ts                 | 78 milisekund   |
| 118           | Oganesson     | 294Og                 | 890 mikrosekund |

(Poznámka: Pro prvky 108–118 je nejstabilnější známý izotop vždy ten nejtěžší nebo druhý nejtěžší (115) dosud známý. Proto je pravděpodobné, že mezi těžšími neobjevenými izotopy těchto prvků existují ještě stabilnější izotopy.)
Pro srovnání nejméně stabilní izotop s atomovým číslem pod 100 je francium (atomové číslo 87) s poločasem přeměny 22 minut.
Poločasy přeměny jader v ostrově stability jsou neznámé, jelikož dosud nebyl žádný z těchto izotopů vyroben. Mnoho fyziků si myslí, že tyto poločasy budou poměrně krátké, v řádu minut až dnů. Některé teoretické výpočty však ukazují, že tyto poločasy přeměny mohou být dlouhé až v řádu miliard let.
Z modelů kvantového tunelování s experimentálními a teoretickými hodnotami byly získány poločasy přeměny 1700 jader s rozpady alfa s atomovým číslem v rozmezí od 100 do 130.

## Ostrov relativní stability
Thorium-232, uran-235 a uran-238 jsou jediné přirozeně se vyskytující izotopy mimo bismut, které jsou relativně stabilní během celé existence našeho vesmíru. V roce 2003 bylo zjištěno, že bismut-209 je mírně nestabilní s poločasem přeměny více než 10 trilionů let. Všechny prvky těžší než bismut mají poměrně nebo velmi nestabilní izotopy. Astat, radon a francium jsou velmi nestabilní. Avšak dokonce i thorium s nejdelším známým poločasem přeměny v tomto regionu (14 miliard let pro thorium-232) má asi miliardkrát kratší poločas přeměny než bismut-209.
Použijeme-li geografickou analogii, bismut se nachází na břehu kontinentu. Kontinentální šelf pokračuje s mělčinami začínajícími v oblasti radia, které jsou určitou dobu relativně stabilní, ale za kaliforniem rychle klesají. Významné ostrovy se objevují u uranu a thoria a menší také u neptunia, plutonia a curia, s nimiž tvoří souostroví. Tyto ostrovy relativní stability jsou obklopeny mořem nestability. Je velký rozdíl v poločasu přeměny nejstabilnějších izotopů thoria, uranu, neptunia, plutonia a curia ve srovnání s ostatními prvky.
Současné teoretické výzkumy ukazují, že v oblasti protonových čísel 106–108 a neutronových čísel 160–164 může být malý ostrov stability, který může být stabilní s ohledem na beta přeměnu a jehož izotopy mohou podléhat pouze alfa rozpadu. Dále se ukazuje, že flerovium-298 není centrem „magického“ ostrova, jak se dříve předpokládalo, naopak se ukázalo, že jádro s protonovým číslem 110 a neutronovým 183 (darmstadtium-293) by mohlo být v blízkosti centra tohoto případného ostrova. Prvky v okolí neutronového čísla 162 by měly být stabilní vůči beta přeměně, podle teoretických modelů by měl mít izotop seaborgium-268 poločas přeměny asi 3.2 hodiny, který je delší než poločas dvojitě magického deformovaného jádra hassium-270. Jádro seaborgia-268 ovšem k roku 2016 nebylo v laboratoři vyrobeno. Pro superjádro s protonovým číslem 116 a neutronovým 184 by měl být poločas přeměny alfa rozpadem menší než jedna sekunda. Pro ještě těžší jádra ukazují modely počítající s alfa rozpadem a kvantovým tunelováním poločasy přeměny v řádu mikrosekund.

## Problémy se syntézou
Výroba jader z ostrova stability se ukázala být velmi obtížnou, protože výchozí jádra nezajišťují dostatečný počet neutronů. Pro syntézu izotopu flerovium-298 izotopy plutonia a vápníku, které mají dohromady 298 nukleonů, například vápník-50 a plutonium-248. Nicméně tyto a těžší izotopy nejsou k dispozici v měřitelných množstvích, takže výroba tohoto supertěžkého izotopu je s metodami dostupnými v roce 2016 téměř nemožná. Stejný problém existuje pro další možné kombinace izotopů potřebných k výrobě prvků na ostrově stability při použití metody ostřelování. Může být reálné vygenerovat flerovium-298 v případě, že bude fungovat multi-nukleonový přenos v nízkoenergetických srážkách jader aktinoidů. Jedna z možných reakce curia-248 a uranem-238 za vzniku flerovia-298, wolframu-186 a dvou neutronů:
{\displaystyle {}_{\ 96}^{248}\mathrm {Cm} +{}_{\ 92}^{238}\mathrm {U} \rightarrow {}_{114}^{298}\mathrm {Fl} +{}_{\ 74}^{186}\mathrm {W} +2\ {}_{0}^{1}\mathrm {n} }

## Hypotetický druhý ostrov
Myšlenku existence druhého ostrova stability přednesl v roce 2008 Jurij Oganesjan. Tento nový ostrov by měl být soustředěn kolem prvku s atomovým číslem 164. Předpokládá se ovšem, že k syntéze těchto prvků by byly potřeba větší, výkonnější urychlovače.